# ريكاردو أوليفيرا دوس سانتوس
ريكاردو أوليفيرا دوس سانتوس هو لاعب كرة قدم برازيلي، ولد في 3 نوفمبر 1982 في Presidente Epitácio ‏ في البرازيل. لعب مع نادي غواراني.

## وصلات خارجية
- ريكاردو أوليفيرا دوس سانتوس على موقع قاعدة بيانات كرة القدم.إي يو (الإنجليزية)
- ريكاردو أوليفيرا دوس سانتوس على موقع Soccerway.com (الإنجليزية)